# William d'Aubigny, III conte di Arundel
William d'Aubigny, III conte di Arundel, chiamato anche William de Albini IV (Arundel, prima del 1180 – Italia, 1º febbraio 1221), è stato un nobile inglese, favorito di re Giovanni d'Inghilterra e partecipante alla Quinta crociata.
William era figlio di William d'Aubigny, II conte di Arundel e Matilda de St Hilary, nonché nipote di Adeliza di Lovanio.
William era uno dei sette maggiori conti d'Inghilterra, poiché deteneva le baronie di Old Buckenham nel Norfolk e di Arundel nel Sussex.

## Favorito del re e barone in rivolta
William fu un favorito di re Giovanni. Fu testimone della concessione del regno da parte di re Giovanni al papa il 15 maggio 1213 e due anni dopo, il 15 giugno 1215, accompagnò il re a Runnymede in occasione della concessione della Magna Carta, divenendo uno dei baroni garanti per l'osservanza della Carta da parte del re.
Durante la Prima guerra dei baroni, dopo che re Giovanni abbandonò Winchester il 14 giugno 1216 lasciando il campo libero al principe Luigi di Francia, William si schierò con quest'ultimo, ma dopo la morte di Giovanni e la vittoria realista a Lincoln (14 luglio 1217) tornò ad essere fedele al re re inglese Enrico III e poco dopo iniziò a svolgere le funzioni di giustiziere.

## Partecipazione alla quinta Crociata e morte
Nel 1218 William partì per l'Oriente per partecipare alla quinta crociata (1217-1221) indetta da papa Onorio III, e prese parte all'assedio di Damietta nel 1219. 
Tornando in Inghilterra, si ammalò e morì il 1º febbraio 1221 in una località nei dintorni di Roma. La notizia della sua morte giunse in Inghilterra il 30 marzo 1221. Portato a casa, fu sepolto nell'abbazia di Wymodham, in Norfolk.
Il titolo fu ereditato dal figlio William che divenne il 4º conte, ma morì senza avere figli e il titolo passò al fratello Hugh nel 1224.

## Matrimonio e figli
Tra il 1196 e il 1200, William sposò Mabel di Chester (nata circa nel 1173), seconda figlia di 
Hugh de Kevelioc, 5º conte di Chester, e Bertrade de Montfort, figlia del conte Simon di Evreux (Normandia). 
Sei dei loro figli raggiunsero l'eta adulta:
- William, morto nel 1224
- Hugh, morto il 7 maggio 1243
- Maud, morta tra il 1238 e il 1242, sposò Robert de Tateshal,[5]
- Isabel, sposò John Fitzalan, Lord di Oswestry
- Nicole, morta intorno al 1240, sposò Roger de Somery II, barone Somery of Dudley Castle
- Cicely, sposò Roger de Mahaut/Montalt/Monte Alto di Hawarden, ottenne Castle Rising, nella contea di Norfolk.